# Liz Mitchell
Liz Mitchell, eg. Elizabeth Rebecca Mitchell, född 12 juli 1952 i Clarendon på Jamaica, är en sångerska, mest känd som frontfigur i den västtyska discopopgruppen Boney M. under sent 1970-tal, tidigt 1980-tal.

## Ungdomsåren
Liz emigrerade redan 1963 tillsammans med sina föräldrar till London, England. Hon ställde i slutet av årtiondet upp för en audition till musikalen Hair. Hon kom till sist med i den tyska versionen och flyttade till Berlin för att ersätta Donna Summer.
Efter Hair och några år som medlem i grupper som Les Humphries Singers och Malcolm Locks tillsammans med pojkvännen Malcolm Magaron återvände Liz till England då hon kände att karriären stod still.

## Genombrottet
I ett plötsligt telefonsamtal från jamaicanska vännen Marcia Barrett övertalades hon att återvända till Västtyskland. Syftet var endast att medverka på scen till en förinspelad låt, "Baby Do You Wanna Bump", som blivit en liten hit i Belgien och Nederländerna. Låtskrivaren Frank Farian, som sjungit in alla röster på singeln (även de kvinnliga) blev dock så nöjd att Liz och Marcia erbjöds fortsätta i gruppen som av Farian döpts till Boney M..

## Framgångarna fortsätter
Gruppen skiftade under det första året sin formering ett flertal gånger. Marcia och Liz stannade dock kvar och när Bobby Farrell och Maizie Williams anslutit förblev det bandets uppsättning under de succéår som väntade.
Med hitlåtar som Daddy Cool (1976), Sunny (1976), Ma Baker (1977), Belfast (1977), Rivers of Babylon, Brown Girl in the Ring (1978), Rasputin (1978), Mary's Boy Child / Oh My Lord (1978), Hooray! Hooray! It's a Holi-Holiday (1979) och El Lute (1979) blev bandet enormt populära över hela Europa.

### Liz oersättlig
Liz var den i gruppen som av Farian ansågs ha de bästa sångrösten och att dubba hennes röst med någon annans kom aldrig på tal - något som hände med åtminstone Williams och Farrell. Hon var, också enligt grundaren Frank Farian, den enda i bandet som inte kunde ersättas. Det visade sig dock inte helt sant då Farrell lämnade 1982 och Boney M:s popularitet minskade.

## Splittringen
Farrell återvände så småningom till bandet men bråken avlöste varandra under 1980-talet. Under åren 1985–1986 var bandet helt nedlagt för att återuppstå igen, i olika konstellationer. Liz Mitchell lämnade så till sist gruppen under våren 1989 och ersattes av Madeleine Davis. År 1990 blev brytningen total mellan medlemmarna. Liz startade, stödd av gruppens grundare Frank Farian sin egen version av Boney M. Domstolsförhandlingar klargjorde efter mycket bråk att samtliga "originalmedlemmar" i gruppen hade rätt att uppträda i egna versioner, alla under namnet Boney M.. Så skedde också.
Under 1990-talet förekom åtskilliga versioner av gruppen - samtidigt. Bl a återkom tidigare medlemmen Sheyla Bonnick i en konstellation tillsammans med vännen Maizie Williams. Även Bobby Farrell turnerade runt med tre ständigt skiftande kvinnliga sångare.
Så sent som 2007–2008 uppträdde Marcia Barrett, Liz Mitchell, Maizie Williams och Bobby Farrell alla i konstellationer av Boney M. - var och en för sig. Liz Mitchells version av bandet är den enda som stötts av dess grundare Frank Farian.

### Fotnoter
1. ↑  Jon Mellor (1 december 2001). ”Hometruths: Liz Mitchell”. The Mirror. Arkiverad från originalet den 24 september 2015. https://web.archive.org/web/20150924163944/http://www.highbeam.com/doc/1G1-80502562.html. Läst 5 september 2012.